# Élections législatives srilankaises de 2004
Les élections législatives srilankaises de 2004 ont eu lieu de manière anticipée le 2 avril 2004. Le Premier ministre Ranil Wickremesinghe perd cette élection en ne gagnant que 82 sièges sur les 225 possibles. Le United People's Freedom Alliance remporte 105 sièges, et peut former un gouvernement.
Le 6 avril 2004, la présidente Chandrika Kumaratunga nomme Mahinda Rajapaksa, ancien ministre du Travail, Premier ministre.

## Contexte
Le gouvernement UNF du Premier ministre Ranil Wickremasinghe était en suspens depuis octobre 2003, lorsque la présidente Kumaratunga a proclamé l'état d'urgence et pris trois portefeuilles ministérielles pour son parti. Au cours de la campagne, elle a fait valoir que Wickremasinghe avait été trop mou contre les Tigres tamouls. Elle promet donc de prendre une ligne plus dure à leur encontre grâce au nouveau premier ministre Mahinda Rajapaksa. L'UNF, pour sa part, a souligné les gains économiques qui ont été réalisés avec le cessez-le-feu et la nécessité de trouver une solution négociée à la guerre civile.
Le jour du scrutin était tendue, avec la guérilla active des Tigres tamouls et le meurtre de cinq personnalités politiques à l'approche des élections. Cependant, les élections se sont déroulées dans le calme et l'ordre.
La commissaire aux élections de Sri Lanka, Dayananda Dissanayake, a déclaré que malgré les cas de fraude électorale signalés dans certains bureaux de vote dans six circonscriptions électorales, il n'y aurait pas de nouvelles élections dans ces régions et les résultats publiés par la Commission étaient définitifs.

## Système électoral
Les élections législatives ont lieu tous les six ans pour élire les 225 membres du Parlement. Le pays est divisé en 22 districts électoraux, et chaque district se voit attribuer un nombre spécifique de sièges en fonction de sa population, avec 196 sièges. Lors de l'élection, les partis se disputant dans un district donné se voient attribuer un certain nombre de sièges en fonction du nombre de votes obtenus. Les 29 sièges restants sont répartis entre les partis politiques sur la base du pourcentage au vote national reçu par chaque parti.
Comme le Sri Lanka était une ancienne colonie britannique, et un ancien dominion du Commonwealth, le pays pratique le système de Westminster, couplé avec du bipartisme. Il y a donc un parti politique vainqueur, dont le chef deviendra le nouveau Premier ministre, et un chef de l'opposition. Comme il est impossible pour un simple parti politique d'obtenir la majorité parlementaire, le pays fonctionne avec des alliances de partis. 
Ces alliances changent régulièrement à chaque élection, mais ce sont les 2 même partis politiques cingalais qui se partagent le pouvoir depuis 30 ans :
- La gauche socialiste représentée par l'United People's Freedom Alliance, dont l'ancien nom était la People's Alliance
- La droite conservatrice représentée par l'United National Front, dont l'ancien nom était l'United National Party.

## Résultats
Résumé du résultats des élections législatives de 2004
| Alliances et parties  | Alliances et parties | Votes      | %        | Chaises  | Chaises  | Chaises |
| Alliances et parties  | Alliances et parties | Votes      | %        | District | National | Total   |
| --------------------- | --- | ---------- | -------- | -------- | -------- | ------- |
|                       | United People's Freedom Alliance - Parti communiste du Sri Lanka - Desha Vimukthi Janatha Party - Janatha Vimukthi Peramuna - Lanka Sama Samaja Party - Mahajana Eksath Peramuna - National Muslim Congress - National Unity Alliance - Sri Lanka Freedom Party - Sri Lanka Mahajana Pakshaya | 4 223 970  | 45,60 %  | 92       | 13       | 105     |
|                       | United National Front - Ceylon Workers' Congress - Democratic People's Front - Sri Lanka Muslim Congress - United National Party | 3 504 200  | 37,83 %  | 71       | 11       | 82      |
|                       | Tamil National Alliance - All Ceylon Tamil Congress - Eelam People's Revolutionary Liberation Front - Tamil Eelam Liberation Organization - Illankai Tamil Arasu Kachchi | 633 654    | 6,84 %   | 20       | 2        | 22      |
|                       | Jathika Hela Urumaya | 554 076    | 5,97 %   | 7        | 2        | 9       |
|                       | Sri Lanka Muslim Congress | 186 876    | 2,02 %   | 4        | 1        | 5       |
|                       | Up-Country People's Front | 49 728     | 0,54 %   | 1        | 0        | 1       |
|                       | Eelam People's Democratic Party | 24 955     | 0,27 %   | 1        | 0        | 1       |
|                       | Indépendants | 15 865     | 0,17 %   | 0        | 0        | 0       |
|                       | National Development Front | 14 956     | 0,16 %   | 0        | 0        | 0       |
|                       | United Socialist Party | 14 660     | 0,16 %   | 0        | 0        | 0       |
|                       | Ceylon Democratic Unity Alliance | 10 736     | 0,12 %   | 0        | 0        | 0       |
|                       | New Left Front | 8 461      | 0,09 %   | 0        | 0        | 0       |
|                       | Democratic People's Liberation Front - People's Liberation Organisation of Tamil Eelam | 7 326      | 0,08 %   | 0        | 0        | 0       |
|                       | United Muslim People's Alliance | 3 779      | 0,04 %   | 0        | 0        | 0       |
|                       | United Lalith Front | 3 773      | 0,04 %   | 0        | 0        | 0       |
|                       | National People's Party | 1 540      | 0,02 %   | 0        | 0        | 0       |
|                       | Sinhalaye Mahasammatha Bhoomiputra Pakshaya | 1 401      | 0,02 %   | 0        | 0        | 0       |
|                       | Swarajya | 1 136      | 0,01 %   | 0        | 0        | 0       |
|                       | Sri Lanka Progressive Front | 814        | 0,01 %   | 0        | 0        | 0       |
|                       | Ruhuna People's Party | 590        | 0,01 %   | 0        | 0        | 0       |
|                       | Sri Lanka National Front | 493        | 0,01 %   | 0        | 0        | 0       |
|                       | Liberal Party | 413        | 0,00 %   | 0        | 0        | 0       |
|                       | Sri Lanka Muslim Party | 382        | 0,00 %   | 0        | 0        | 0       |
|                       | Socialist Equality Party | 159        | 0,00 %   | 0        | 0        | 0       |
|                       | Democratic United National Front | 141        | 0,00 %   | 0        | 0        | 0       |
| Votes valides         | Votes valides | 9 262 732  | 100,00 % | 196      | 29       | 225     |
| Votes rejetés         | Votes rejetés | 534 948    |          |          |          |         |
| Nombre de votes       | Nombre de votes | 9 797 680  |          |          |          |         |
| Électeurs enregistrés | Électeurs enregistrés | 12 899 139 |          |          |          |         |
| Participation         | Participation | 75,96 %    |          |          |          |         |